# محمد بن محمود آملی
شمس الدین محمد بن محمود آملی پزشک، فیلسوف شهیر ایرانی قرن هشتم قمری و معاصر با حافظ شیرازی است.

## تولد و تحصیلات
علامه محمد بن محمود ملقب به شمس الدین آملی از علما و محققین و پزشک بزرگ شیعه در قرن‌های هفتم و هشتم هجری است. تاریخ ولادت او مشخص نیست ولی می‌توان گفت که ایشان در نیمه دوم قرن هفتم هجری در آمل به دنیا آمد و برای تحصیل علوم مختلف محضر استادان بزرگی را در چند شهر درک نمود و سپس در زمان الجایتو بنا به درخواست آن پادشاه به سلطانیه رفت و مورد احترام وی و وزیرش خواجه رشیدالدین فضل‌الله همدانی قرار گرفت و مدرس مدرسه سلطانیه شده و بعد از مرگ آن پادشاه و اختلال امور آذربایجان چندی در سیاحت بلاد گذرانید تا اینکه در زمان فرمانروایی شاه شیخ ابواسحق به شیراز رفت و همان‌جا متوطن شد و به تدریس و تألیف پرداخت.

## معاصران
وی همچنین با جمال الدین حسن بن یوسف بن علی بن مطهر معروف به علامه حلی متوفی به سال ۷۲۶ هـ. ق معاصر بود و با قاضی عضدالدوله ایجی از علمای اهل سنت متوفی به سال ۷۵۷ هق طریق مجادله و مناظره می‌پیمود.

## مسافرت‌ها
علامه آملی در دوران عمرش مسافرت‌هایی زیادی نمود و از این راه دانش‌های فراوانی کسب کرد.

## تالیفات
محمود آملی در زبان فارسی و عربی مهارت بسزایی داشت و در هر دو زبان تالیفات زیادی داشت از جمله تالیفات مشهور او در زبان عرب شرح کلیات قانون ابن سینا است که در سال ۷۵۳ هـ. ق تمام کرد و شرح بر مختصر الاصول ابن صاحب که قاضی عضدالدین ایجی به مذاق اهل تسنن شرح کرده بود و وی به مذاق شیعه نوشته و در آن عقاید عضدالدین ایجی را رد کرده‌است. از دیگر تالیفات وی شرح کلیات طب سید شرف الدین ایلاقی است.

## نفائس الفنون فی عرایس العیون
مهمترین اثر شمس الدین آملی کتاب نفائس الفنون فی عرایس العیون است که از جمله کتب معتبر فارسی شمرده می‌شود و دربارهٔ شرح موضوعات مختلف علوم است و در آن بالغ بر ۱۲۰ نوع از علوم و چندین فنون مختلف یاد شده‌است.
آنطوری که در تاریخ ادبیات ایران تألیف دکتر ذبیح‌الله صفا آمده‌است کتاب نفایس الفنون فی عرایس العیون حکم دائرةالمعارف جامع و مفصلی در علوم قدیم دارد که شمس الدین آملی آن را با نهایت تبحر و دقت نوشته و در همه ابواب چنان‌که باید از عهده کار دشوار خود برآمده و مطالب غامض علمی را با انشایی درست و متقن به صراحت و روشنی ادا کرده‌است.
انشاء علامه آملی در این کتاب به شیوه عمومی نوشته می‌شده‌است ملاحظه می‌شود همان شیوه‌ای که در آثار خواجه نصیرالدین طوسی و علامه قطب الدین شیرازی هم دیده می‌شود.

## ساختار نفائس
شمس الدین محمود پیش از شروع به بحث دربارهٔ اقسام علوم مقدمه‌ای بر سه فایده ترتیب داد یکی بیان شرف علم، دوم تقسیم علوم، سوم در ترتیب کتاب و آن فایده در تقسیم علوم است با آنکه به کوتاهی پرداخته شده برای شناخت نظر قدما دربارهٔ علوم و تقسیمات آن سودمند به نظر می‌آید بعد از این مقدمه شمس الدین به بحث دربارهٔ علوم اوایل متضمن هفتاد و پنج علم که آن بر سی و شش فن نهاده شده شد قیام کرد و هر فن را به فصولی تقسیم نمود.

## زمان تألیف نفائس
وی تألیف کتاب نفایس الفنون فی عرایس العیون را به سال ۷۳۶هـ. ق آغاز نموده و بعد از سال ۷۴۲ هـ. ق آن را به نام شاه شیخ ابوسحق اینجویه انجام برد و در قسمت تاریخ آن ذیل وقایع را تا مرگ سلطان ابو سعید به سال ۷۳۶ امتداد داده‌است.

## شعر
همچنین وی به زبان‌های فارسی و عربی شعر می‌سرود و در مقدمه نفایس الفنون بعضی از اشعار خویش را به مناسبت‌هایی آورده‌است به‌طور نمونه دربارهٔ توحید می‌گوید:
| خداوندی که او داند که چون است  |  | چو او از هر چه من دانم فزونست |
| نه هرگز کبریائیش بدایت         |  | نه ملکش را سرانجام و نهایت    |
| بدین آلت که عقل او را زبان گفت |  | ثنای حضرت او چون توان گفت     |

## درگذشت
از تاریخ وفات وی صریحاً اطلاعی در دست نیست ولی وفات وی به‌طور یقین چنان‌که از شدالازار بر می‌آید در فاصله سال ۷۵۰ تا ۷۶۰ ق در شیراز بوده‌است.

## آرامگاه
در مورد مدفن وی سه نظریه وجود دارد.
برخی گویند که قبر وی در آرامگاه مصلی در شیراز قرار دارد چنان‌که صاحب شد الازار که با وی دوست بوده‌است این گزارش را داده‌است. برخی گویند وی در آتشکده آمل معروف به شمس آل رسول دفن شده‌است و برخی نیز می‌گویند نباید وی را با شخصی که در مقبره بقعه شمس آل رسول است، و در کتیبه آن نوشته الشمس الدین المحمد بن محمود بن محمود علی آملی یکی دانست.